# 青春一座 (映画)
『青春一座』(Babes in Arms) は、1939年のアメリカ合衆国の映画。
1937年のブロードウェイ・ミュージカル『青春一座』の映画化作品である。
バスビー・バークレーが監督を務め、ミッキー・ルーニーとジュディ・ガーランドが主演し、チャールズ・ウィニンガー、ガイ・キビー、ジューン・プレイザー、グレイス・ヘイズ、ベティ・ジェインズが助演した。ルーニーとガーランドにとって『Thoroughbreds Don't Cry』以来2作目の共演作となった。
若者たちがヴォードヴィリアンの両親に自分たちの実力を証明するためにショーを上演し、ブロードウェイに進出する。ハリウッドの様式に合わせて原作のブロードウェイ・ミュージカルの脚本から大幅に改訂、再構築された。原作のブロードウェイ・ミュージカルで使用されたリチャード・ロジャースとロレンツ・ハートの楽曲は本作ではほとんど使用されなかった。
日本では、1948（昭和23）年6月にセントラル映画社の配給によって公開された。

## あらすじ
1921年、ヴォードヴィリアンのジョー・モラン(チャールズ・ウィニンガー)は息子の誕生を報告するが、1928年、映画の登場によりヴォードヴィルは衰退する。息子のミッキー・モラン(ミッキー・ルーニー)が「Good Morning」を作曲し、パッツィ・バートン(ジュディ・ガーランド)が歌う。ミッキーはこの曲を100ドルで売却する。ミッキーはパッツィにピンをプレゼントしてキスする。ミッキーは父ジョーと母フロリー(グレイス・ヘイズ)は自分たちをおいて巡業に出ようとしていることを知り、反対する。パッツィとモリー・モラン(ベティ・ジェインズ)は「You Are My Lucky Star」と「Broadway Rhythm」を歌ってみせるが、ジョーは子供たちを同行させない。ミッキーは子供たちだけのショーを計画し、ドン・ブライス(ダグラス・マクファイル)は「Babes in Arms」を歌って盛り上げようとするが、ジョーはミッキーにショーをやめさせる。
マーサ・スティール(マーガレット・ハミルトン)と甥で士官学校生のジェフ(ランド・ブルックス)はブラック裁判官(ガイ・キビー)にヴォードヴィルの子供たちの苦情を言うが、裁判官は子供たちの味方をする。ドラッグストアにてミッキーは裁判官に、両親のショーが失敗したことを告げる。裁判官はミッキーに30日間の賠償金を与える。ドンとモリーは児童楽団と共に「Where or When」を歌う。ミッキーは子役スターのベイビー(ジューン・プレイザー)とデートし、ベイビーの家で食事する。ミッキーはベイビーにショーの費用として287ドル必要だと語る。ベイビーはその費用を肩代わりしてもよいと語る。ミッキーは葉巻を吸い、具合が悪くなる。
ミッキーは、ベイビーが費用の肩代わりの見返りに主役を演じるということをパッツィに告げる。ミッキーはクラーク・ゲーブルやライオネル・バリモアの真似をしながらベイビーとドンのリハーサルを演出する。パッツィはミッキーがベイビーにキスするのを目撃する。ミッキーはパッツィが出ていくのを止めようとする。バスの中でパッツィは「I Cried for You」を歌う。パッツィは母(アン・シューメイカー)に会いに劇場に行く。パッツィはミッキーが、子供たちが施設に連れていかれないようにショーを企画していると語る。パッツィの母はパッツィにショーに出るよう説得する。
ベイビーが父親によりショーを降板させられたため、ミッキーはパッツィに出演を頼む。ショーの中でパッツィは「Daddy Was a Minstrel Man」を歌う。ミッキーとパッツィはブラックフェイスでドンとメドレーを歌う。パッツィは「I'm Just Wild About Harry」を歌うが、嵐がやってきて観客は次々と出ていく。ミッキーは父が俳優をやめてエレベーターの職を得たことを知る。マーサは子供たちを施設に報告し、ジョーに警告すべきだと語る。ミッキーはプロデューサーのマドックス(ヘンリー・ハル)からショーを気に入ったとの手紙をもらう。マドックスはジョーに、子供たちに舞台について教えるべきだと語る。ミッキーが歌う「God's Country」でショーが開幕し、ファシズムの対照を描く。ミッキーはフランクリン・ルーズベルトを、パッツィはエレノア・ルーズベルトを風刺し、群舞になり「God's Country」の斉唱で閉幕する。

## キャスト
- ミッキー・モラン：ミッキー・ルーニー
- パッツィ・バートン：ジュディ・ガーランド
- ジョー・モラン：チャールズ・ウィニンガー
- ジョン・ブラック裁判官：ガイ・キビー
- ロザリー・エセックス(ベイビー)：ジューン・プレイザー
- フロリー・モラン：グレイス・ヘイズ
- モリー・モラン：ベティ・ジェインズ
- ドン・ブライス：ダグラス・マクファイル
- ジェフ・スティール：ランド・ブルックス
- ドディ・マーティン：レニ・リン
- マーサ・スティール：マーガレット・ハミルトン
- エセックス氏：ジョセフ・クレハン
- ブライス：ジョージ・マッケイ
- ショウ：ヘンリー・ロクモア
- ブライス夫人：リラ・タイラー

特記:
- 劇中の映画『ハリウッド・レヴィユー』の「雨に唄えば」のシーンでクリフ・エドワーズが登場する。
- 劇中の映画『ブロードウェイ・メロディー』にヴォードヴィリアンのチャールズ・キングが登場する。

## 制作
振付師のバスビー・バークレーにとってMGMで映画全体を監督した初めての作品となった。MGMのアーサー・フリードのチームによりプロデュースされた。
ガーランドとハミルトンが『オズの魔法使』の撮影を終了した直後の1939年5月に撮影が開始し、7月18日に終了した。
公開当初はフィナーレのルーニーとガーランドによるルーズベルト大統領とエレノア夫人の風刺が含まれていた。1945年、任期中にルーズベルト大統領が亡くなると編集された。失われたとされていたが、1990年代に16mmリールが発見され修復された。

## 楽曲
1937年の原作のミュージカルの舞台で使用されたロジャースとハートの楽曲は、「ザ・レディ・イズ・ア・トランプ」がディナーシーンの背景音楽として、および「Where or When」以外ほとんど使用されなかった。フリードとブラウンは本作のために新曲「Good Morning」を作曲し、のちに映画『雨に唄えば』のミュージカル・シーンで使用された。『オズの魔法使』の音楽を手掛けた ハロルド・アーレンとエドガー・イップ・ハーバーグの作詞作曲による1937年のブロードウェイ・ミュージカル『Hooray for What!』の「God's Country」がフィナーレで使用された。原作のブロードウェイ版でロジャースとハートが作曲した「I Wish I Were in Love Again」は、1948年の伝記映画『ワーズ&ミュージック』でガーランドとルーニーによって歌唱された。また本作『青春一座』で使用された「Johnny One Note」が同作『ワーズ&ミュージック』でガーランドにより歌唱された。1921年のノーブル・シスル作詞、ユービー・ブレイク作曲によるブロードウェイ・ミュージカル『Shuffle Along』で使用された楽曲「I'm Just Wild About Harry」も本作『青春一座』で使用された。
ミュージカル・シーンはステレオで収録されたが、従来のモノラルサウンドで公開された。近年のホームビデオではオリジナルのステレオレコーディングで製作されることもある。

## 評価

### 公開時
1939年10月13日にプレミア公開され、この年最大ヒット10作の1つとなった。MGMの記録によると、アメリカとカナダで$2,311,000、それ以外で$1,024,000の興行収入があり、$1,542,000の利益となった。
Rotten Tomatoesでは39の批評で90%の満足度であった。

### 受賞歴

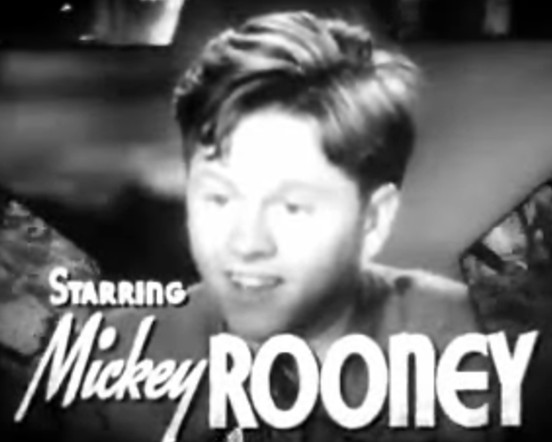
主演のミッキー・ルーニーは広く称賛され、当時19歳だったルーニーはアカデミー主演男優賞において史上2番目に若いノミネートとなった

アカデミー賞において、当時19歳だったルーニーは史上2番目に若いアカデミー主演男優賞ノミネートとなった他、ロジャー・イーデンスとジョージー・ストールがアカデミー作曲賞にノミネートされた。

## ホームメディア
1992年、VHSでリリースされた。2007年9月25日、ワーナー・ブラザースの5枚組DVDセット『The Mickey Rooney & Judy Garland Collection』として本作『青春一座』の他、『ブロードウェイ』、『ガール・クレイジー』、『ストライク・アップ・ザ・バンド』および特典映像が収録された。